# آنا ماري سيه
آنا ماري سيه (بالمجرية: Cseh Anna Marie)‏ هي متسابقة ملكة الجمال وعارضة وممثلة مجرية، ولدت في 17 سبتمبر 1977 في بودابست في المجر.

## وصلات خارجية
- آنا ماري سيه على موقع IMDb (الإنجليزية)
- آنا ماري سيه على موقع قاعدة بيانات الفيلم (الإنجليزية)